# Gnophos onustaria
Gnophos onustaria is een vlinder uit de familie van de spanners (Geometridae). De wetenschappelijke naam van de soort is voor het eerst geldig gepubliceerd in 1892 door Herrich-Schäffer.